# Národní park Cavernas do Peruaçu
Národní park Cavernas do Peruaçu (portugalsky Parque Nacional Cavernas do Peruaçu) je chráněné území v brazilském státě Minas Gerais, přibližně 50 km od města Januária. Je známý díky svým rozlehlým vápencovým jeskyním. Jeho rozloha je 564 km². Od roku 2025 jsou cca dvě třetiny území parku součástí světového přírodního dědictví UNESCO. 

## Přírodní podmínky
Náleží do biomu Cerrado s překryvem do blízkých biomů Caatinga a Atlantický les. Parkem protéká stejnojmenná řeka Peruaçu, která je pravostraným přítokem São Francisco – ta tvoří jihovýchodní hranici parku. Průměrná roční teplota je 18 °C, průměrný roční srážkový úhrn 1200 milimetrů, které spadnou především v letních měsících. Relativní vlhkost vzduchu je 70%. Nachází se zde přibližně 140 jeskyní, více než 80 archeologických naleziště a skalních maleb. Na území parku žije indiánský kmen Xakriabá. 
Bylo zde napočítáno na dva tisíce rostlinných a živočišných druhů. Žijí zde např. ohrožené druhy pes hřivnatý, ocelot velký, kočka pampová, jaguár americký, puma americká, guan středobrazilský, tyrančík minasgeraiský a kandiru itacarambinský.

## Fotogalerie

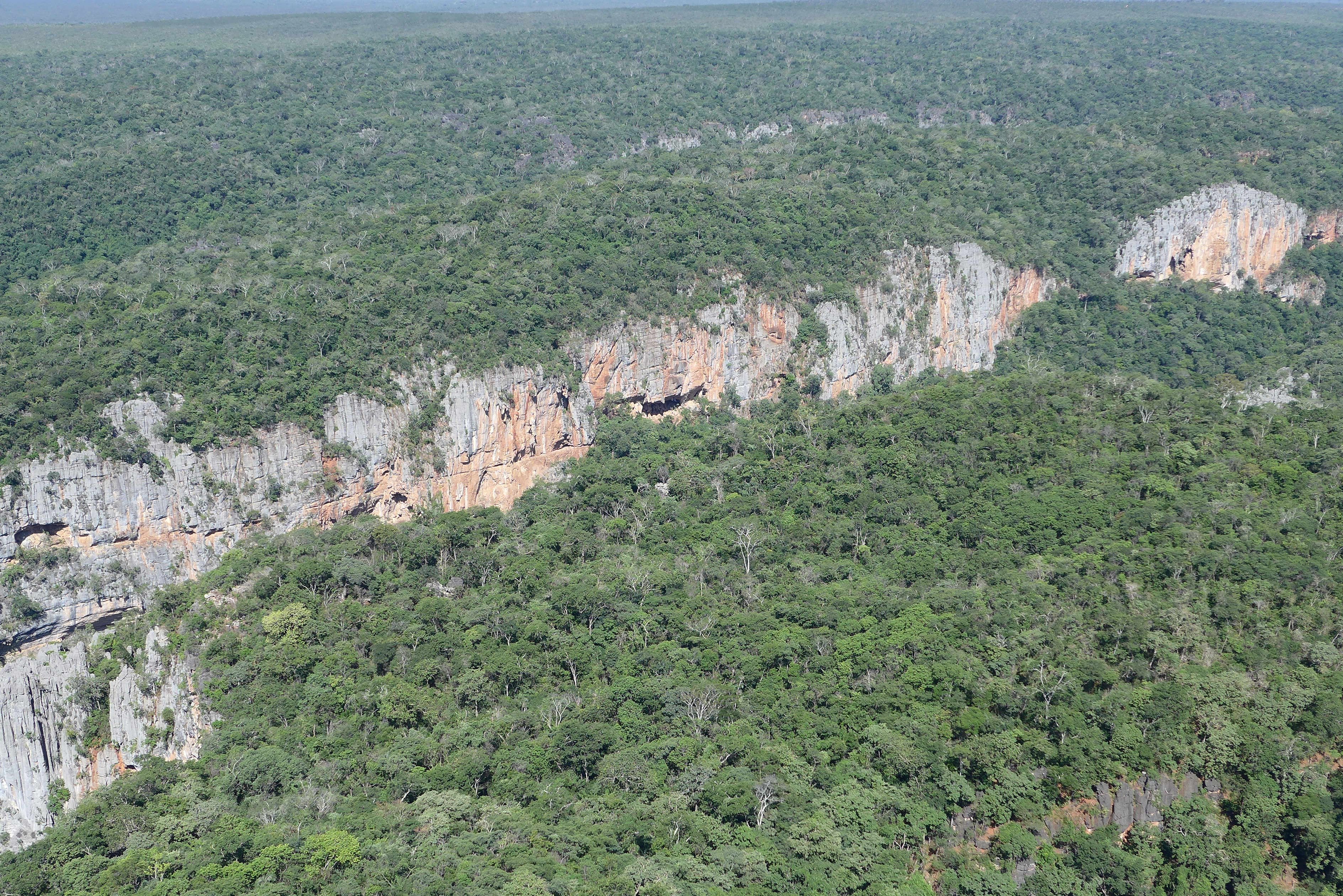
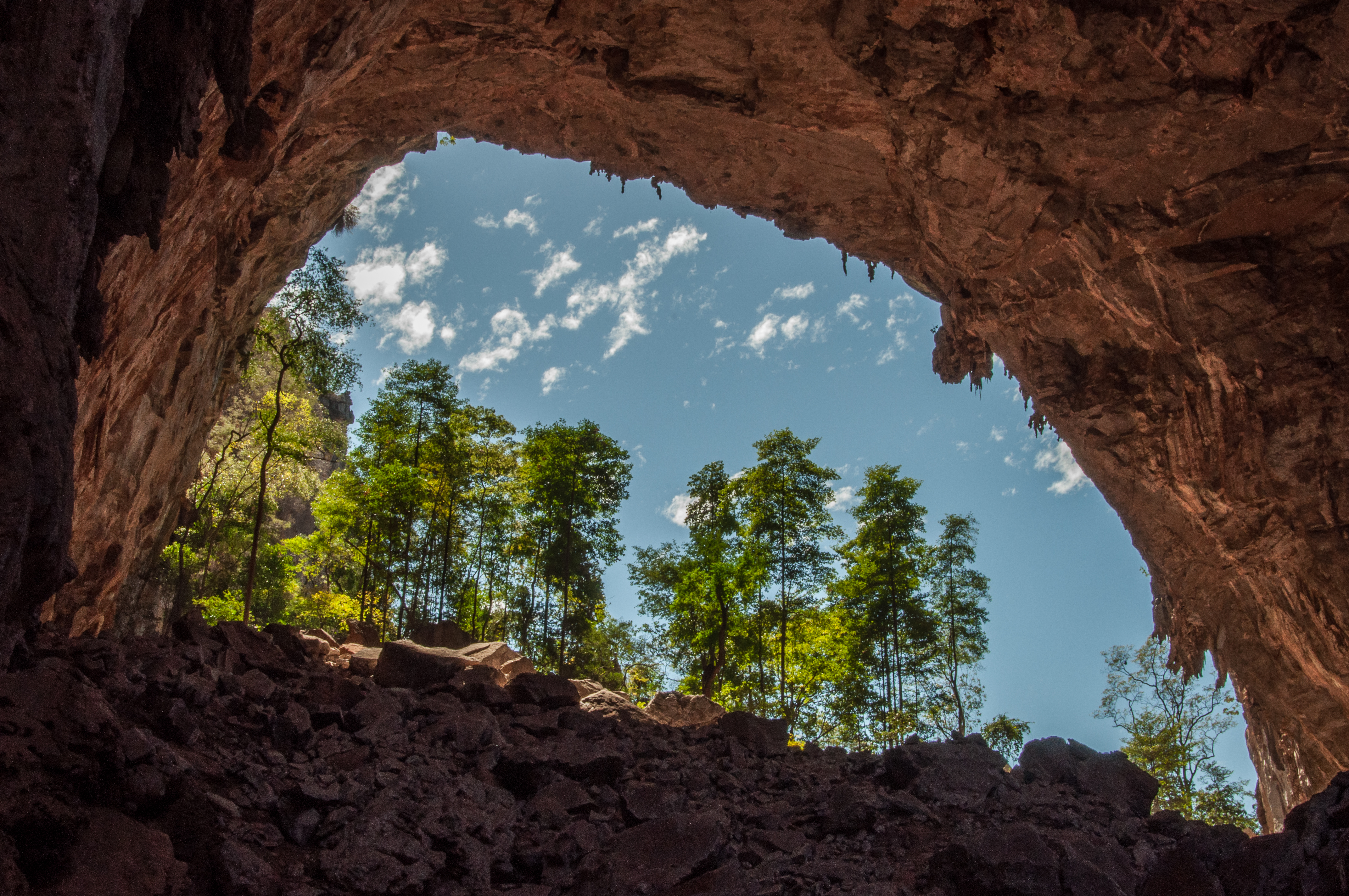
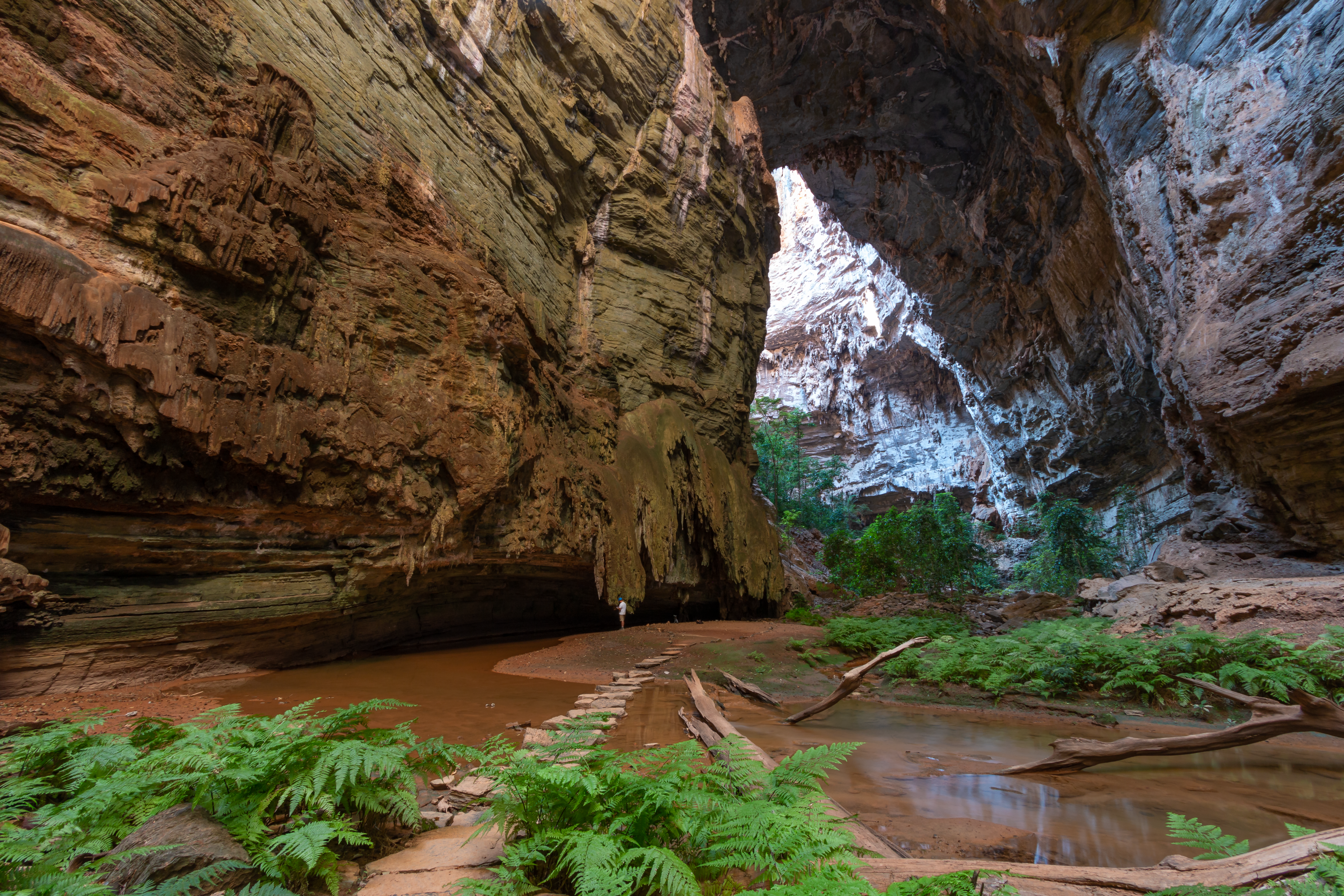
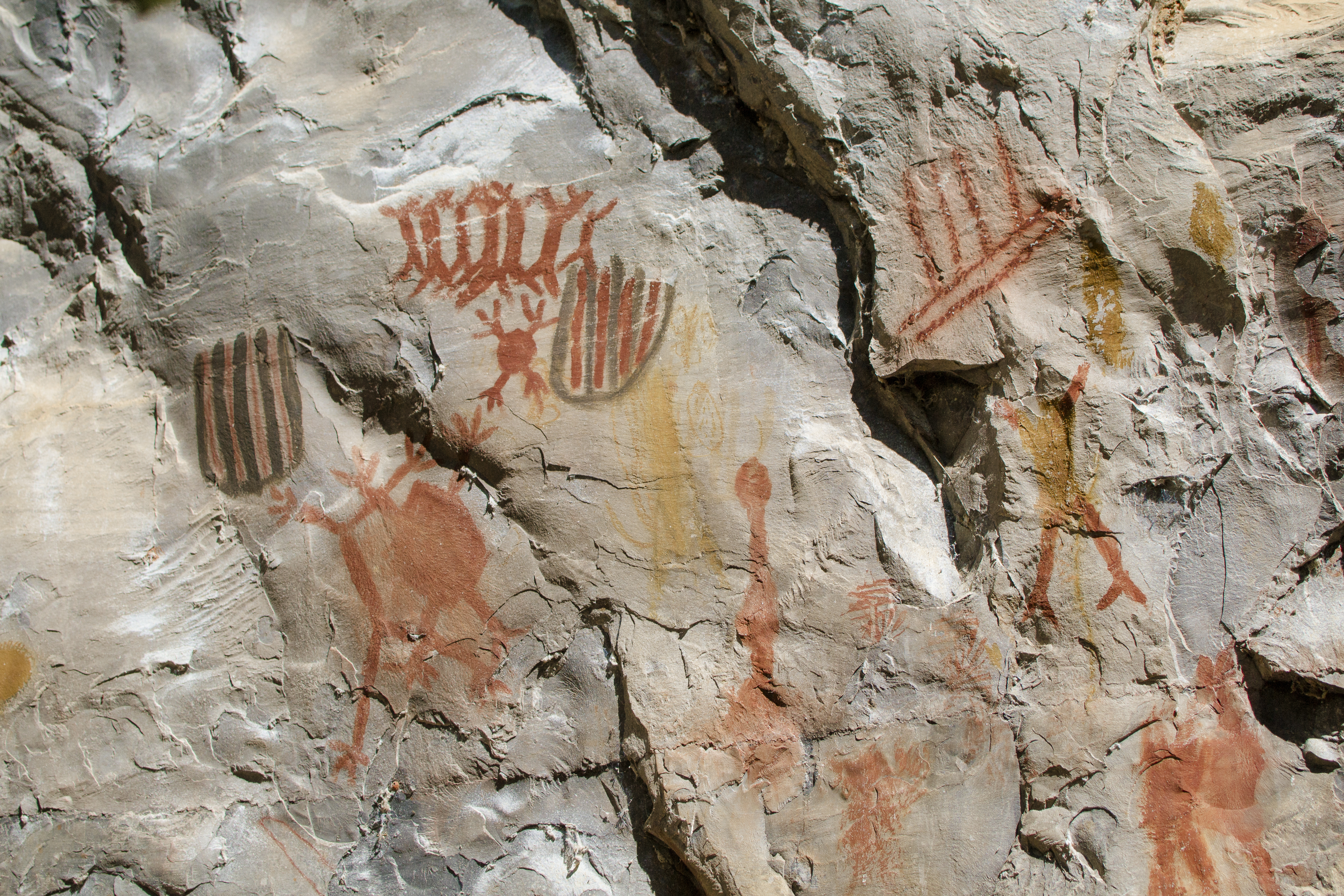